# Cá tra
Họ Cá tra (danh pháp khoa học: Pangasiidae) là một họ cá nước ngọt đã biết thuộc bộ Cá da trơn (Siluriformes) chứa khoảng 28 loài. Các loài trong họ này được tìm thấy trong các vùng nước ngọt và nước lợ, dọc theo miền nam châu Á, từ Pakistan tới Borneo. Trong số 28 loài của họ này thì loài cá tra dầu (Pangasianodon gigas), một loài cá ăn rong cỏ và đang ở tình trạng nguy cấp, là một trong những loài cá nước ngọt lớn nhất đã biết.

## Đặc điểm
Vây lưng của các loài cá này nằm gần đầu, thông thường cao và có hình tam giác, khoảng 5-7 tia vây và 1-2 gai. Vây hậu môn hơi dài, với 26-46 tia. Thông thường chúng có hai cặp râu hàm trên và một cặp râu cằm, mặc dù ở cá tra dầu trưởng thành chỉ có các râu hàm trên. Thân hình đặc chắc. Vây béo (mỡ) nhỏ cũng tồn tại.

## Phân loại
Theo ITIS họ Pangasiidae có 3 chi: chi Sinopangasius (1 loài), chi Helicophagus (3 loài) và chi Pangasius (27 loài). Tuy nhiên, loài Sinopangasius semicultratus, theo vài tài liệu như FishBase và một số bảng từ đồng nghĩa, được coi là từ đồng nghĩa của Pangasius krempfi (cá bông lau). Ngoài ra trong chi Pangasius, trong bảng phân loại khoa học của ITIS có 2 cặp tên đồng nghĩa (Pangasius siamensis = Pangasius macronema và Pangasius tubbi = Pangasius micronemus = Pseudolais micronemus). Như vậy, theo ITIS có thể kể họ Pangasiidae chứa 2 chi và chi Pangasius có 25 loài.
Hai loài cá hóa thạch dạng cá tra cũng đã được miêu tả là Cetopangasius chaetobranchus và Pangasius indicus. Tuy nhiên, niên đại được thông báo của P. indicus là từ thế Eocen bị nghi vấn. Vì vậy, niên đại hóa thạch sớm nhất đáng tin cậy của cá dạng cá tra là của C. chaetobranchus, có từ thế Miocen.
Tuy nhiên, một số nghiên cứu cho thấy trong phạm vi họ Pangasiidae, có bốn nhánh tương ứng với các khoảng cách di truyền cyt b có thể được xếp loại thành 4 chi: Pangasius, Pseudolais, Helicophagus và Pangasianodon.

### Các loài
Danh sách các loài lấy theo Ferraris (2007) và FishBase
- Helicophagus
  - Helicophagus leptorhynchus
  - Helicophagus typus
  - Helicophagus waandersii
- Pangasianodon
  - Pangasianodon gigas
  - Pangasianodon hypophthalmus
- Pangasius
  - Pangasius bocourti
  - Pangasius conchophilus
  - Pangasius djambal
  - Pangasius elongatus
  - Pangasius humeralis
  - Pangasius kinabatanganensis
  - Pangasius krempfi
  - Pangasius kunyit
  - Pangasius larnaudii
  - Pangasius lithostoma
  - Pangasius macronema
  - Pangasius mahakamensis
  - Pangasius mekongensis
  - Pangasius myanmar
  - Pangasius nasutus
  - Pangasius nieuwenhuisii
  - Pangasius pangasius
  - Pangasius polyuranodon
  - Pangasius rheophilus
  - Pangasius sabahensis
  - Pangasius sanitwongsei
- Pseudolais
  - Pseudolais micronemus
  - Pseudolais pleurotaenia

## Phát sinh chủng loài
Họ Pangasiidae được coi là một nhóm tự nhiên, nhưng trước đây một vài nghiên cứu chỉ ra rằng nhóm này có thể bị lồng ghép trong phạm vi họ Schilbeidae. Vì thế, địa vị thân quen của nó có thể không xứng đáng được công nhận. Tuy nhiên, nghiên cứu gần đây cho thấy hai họ này là các nhóm đơn ngành. Trong phạm vi họ Pangasiidae, bốn nhánh được phục hồi, tương ứng với các khoảng cách di truyền cyt b có thể được xếp loại thành 4 chi: Pangasius, Pseudolais, Helicophagus và Pangasianodon. Sự chia tách giữa Pangasiidae và Schilbeidae có lẽ đã diễn ra khoảng 13-12 triệu năm trước (Ma), khoảng giữa thế Miocen. Thời gian rẽ ra như được ước tính của Pangasiidae là tương đương với niên đại của hóa thạch kiểm chuẩn Cetopangasius chaetobranchus, được phát hiện tại khu vực trung bắc Thái Lan. Điềunày gợi ý rằng tổ tiên cổ đại nhất của họ Pangasiidae đã rẽ nhánh ra thành các chi như hiện nay trong khu vực này.
Cây phát sinh chủng loài dưới đây vẽ theo Karinthanyakit và ctv (2012):

|  | \| \| Helicophagus \| \| \| \| \| \| Pseudolais \| \| \| \| |
|  |                                                             |
|  | Pangasius                                                   |
|  |                                                             |
|  | Helicophagus                                                |
|  |                                                             |
|  | Pseudolais                                                  |
|  |                                                             |

|  | Helicophagus |
|  |              |
|  | Pseudolais   |
|  |              |

|  | \| \| Helicophagus \| \| \| \| \| \| Pseudolais \| \| \| \| |
|  |                                                             |
|  | Pangasius                                                   |
|  |                                                             |
|  | Helicophagus                                                |
|  |                                                             |
|  | Pseudolais                                                  |
|  |                                                             |

|  | Helicophagus |
|  |              |
|  | Pseudolais   |
|  |              |

## Ở Việt Nam
Cá tra (theo Từ điển tiếng Việt, Nhà xuất bản Khoa học Xã hội, 1977) là loài cá nước ngọt, không vảy, giống cá trê nhưng không ngạnh. Sự so sánh giữa cá tra và cá trê càng thêm tối nghĩa vì hai nhóm cá này có nhiều điểm khác biệt. Ngoài ra trong phân loại khoa học chúng thuộc hai họ khác nhau là Pangasiidae và Clariidae.
Ở Việt Nam, cá tra sống chủ yếu trong lưu vực sông Cửu Long và lưu vực các sông lớn cực nam, có thân dẹp, da trơn, có râu ngắn. Các loài thuộc họ Pangasiidae với tên Việt bao gồm:
- Helicophagus waandersii - Cá tra chuột
- Pangasianodon gigas - Cá tra dầu
- Pangasianodon hypophthalmus - Cá tra nuôi
- Pangasius bocourti - Cá xác bụng (cá ba sa)
- Pangasius conchophilus - Cá hú
- Pangasius krempfi - Cá bông lau
- Pangasius kunyit - Cá tra bần, Cá dứa
- Pangasius larnaudii - Cá vồ đém
- Pangasius macronema - Cá xác sọc
- Pangasius polyuranodon - Cá dứa
- Pangasius sanitwongsei - Cá vồ cờ
- Pseudolais micronemus - Cá xác sọc
- Pseudolais pleurotaenia - Cá xác bầu

Trong 13 loài trên có 8 loài thuộc chi Pangasius, 2 loài thuộc chi Pangasianodon và Pseudolais cùng 1 loài thuộc chi Helicophasus. Ngoại trừ 3 loài: cá hú, cá dứa và cá bông lau, những loài cá trong họ cá tra có 3 nhóm: nhóm cá tra, nhóm cá vồ và nhóm cá xác.
Trở về nguồn gốc tên Việt của 3 nhóm cá này: tên cả ba nhóm đều thuộc vào từ ngữ vay mượn từ tiếng Khmer: cá tra từ chữ trey pra, cá vồ từ chữ trey po và cá xác từ trey chhwaet. Còn ba loài còn lại thì cá hú trong tiếng Khmer thuộc trey pra (cá tra) và cá dứa được gọi là trey chhwaet (cá xác). Chỉ còn lại cá bông lau, tiếng Khmer gọi là trey bong lao.
Tuy còn nhiều điểm chưa thống nhất giữa hai ngôn ngữ Việt-Khmer, nhưng việc gọi tên từng nhóm cá của người Khmer và người Việt đã khơi mào cho vấn đề đặt tên phân chi cho chi Pangasius. Ở đây, hy vọng các chuyên gia sẽ đi vào chi tiết từng loài của họ cá này và từ đó tìm câu trả lời, có nên đặt tên phân chi hay không.
Trong số 13 loài này, có hai loài cá đã được ghi vào sách đỏ Việt Nam. Loài cá vồ cờ (Pangasius sanitwongsei) được ghi tên trong sách đỏ từ năm 1996. Loài cá tra dầu (Pangasius gigas) có tên trong sách đỏ từ năm 2002. Ngoài ra có một số loài đã trở thành cá nuôi, vài loài được nuôi với tầm vóc quy mô.

### Nuôi thả
Trong họ Cá tra có một số loài được nuôi trong hồ từ lâu đời, đặc biệt là cá tra (cá tra nuôi). Ngày nay ngành cá nuôi trở thành một công nghiệp nuôi và chế biến mà họ cá tra là trọng điểm. Trên đà nghiên cứu cho ngành cá nuôi có rất nhiều báo cáo về môi trường sống, thức ăn... của họ Cá tra trong điều kiện thiên nhiên và trong điều kiện "gia ngư hóa".
Đối với 2 loài có tên trong sách đỏ, đã có những dự kiến bảo vệ bằng cách cấm hoàn toàn việc săn bắt và nghiên cứu phương thức để nuôi.
Theo sự đánh giá của P. Cacot và J. Lazard năm 2004, tương lai phát triển ngành nuôi cá họ này như sau:
- Cá tra nuôi (Pangasius hypophthalmus): kỹ thuật nuôi có tầm vóc sản xuất quy mô, giới tiêu thụ xếp vào loại tạm ngon.
- Cá xác bụng hay cá ba sa: (Pangasius bocourti): kỹ thuật nuôi khá quy mô, giới tiêu thụ xếp vào loại ngon.
- Cá tra bần (Pangasius mekongensis hay Pangasius kunyit): kỹ thuật nuôi còn ở giai đoạn thử nghiệm, giới tiêu thụ xếp vào loại ngon đến thật ngon.
- Cá vồ đém (Pangasius larnaudii): kỹ thuật nuôi còn ở giai đoạn thử nghiệm, giới tiêu thụ xếp vào loại ngon.
- Cá hú (Pangasius conchophilus): kỹ thuật nuôi còn ở giai đoạn thử nghiệm, giới tiêu thụ xếp vào loại ngon.
- Cá bông lau (Pangasius krempfi): chưa có thông tin về kỹ thuật nuôi, được xếp vào loại ngon nhất.

#### Quy mô nuôi trồng
Nuôi và chế biến cá tra có tầm quan trọng trong cả Việt Nam và cung cấp công ăn việc làm cho hàng vạn nông/công nhân. Ngành nuôi cá tra đang có đà phát triển mạnh, dù có ảnh hưởng ít nhiều của vụ kiện của Hoa Kỳ trước đây, và còn có điều kiện gia tăng trong tương lai.
Về mặt tiêu thụ, đối với Bắc Mỹ, cá tra đã là một loại thực phẩm quen thuộc, vì Bắc Mỹ cũng sản xuất cá nuôi da trơn nên việc tìm khách hàng tiêu thụ không gặp khó khăn. Đối với các châu lục khác, ngoài châu Á, người tiêu thụ còn bỡ ngỡ với món thực phẩm mới này, nhất là cá xác bụng (cá ba sa), người Âu Châu khó chấp nhận vì thành phần mỡ cao. Trong thời gian tới, những loài chưa có mức sản xuất quy mô như cá bông lau, cá vồ đém, cá hú còn ở trong tình trạng thử nghiệm, sẽ là những bàn đạp để gia tăng tiêu thụ.
Vùng đồng bằng sông Cửu Long ở Việt Nam có sản lượng cá tra và cá xác bụng (ba sa) là 400.000 tấn năm 2005. Còn nhiều tiềm năng tăng sản lượng.

## Ảnh

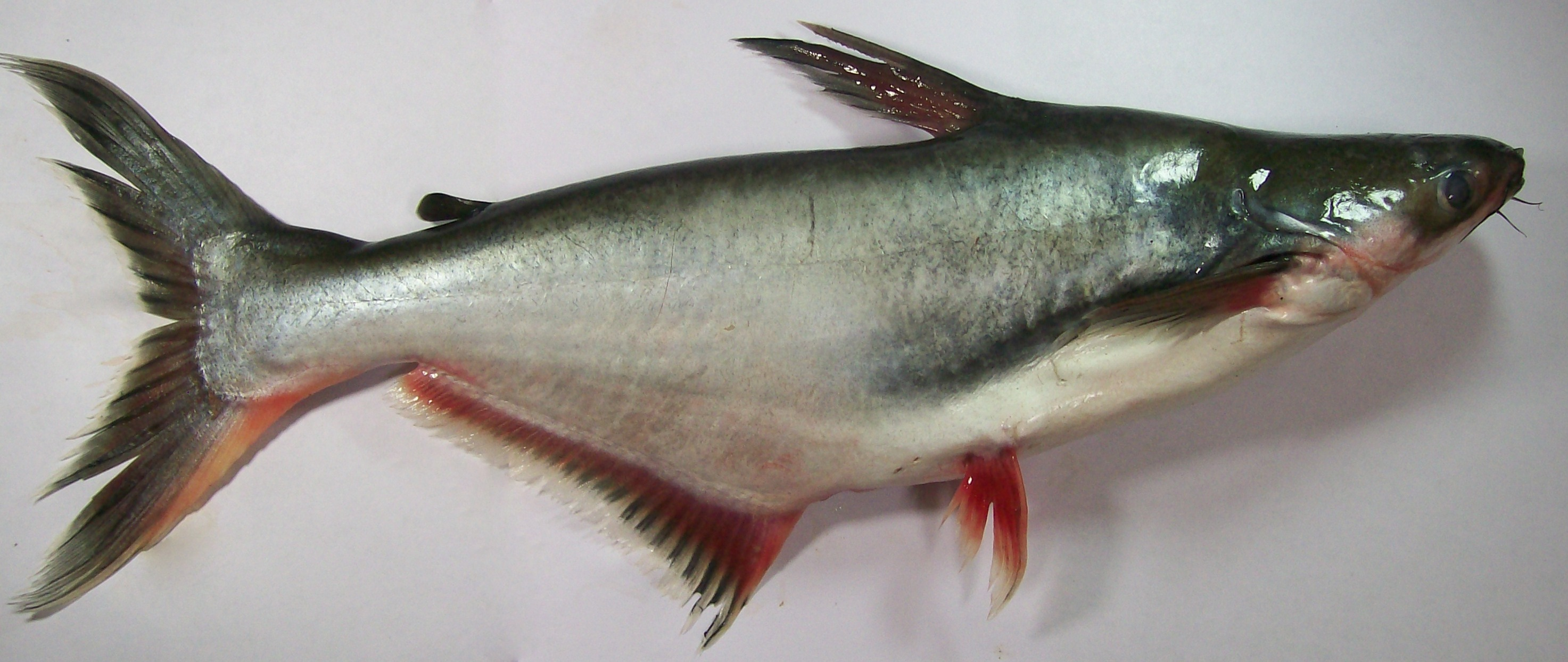
Cá tra.
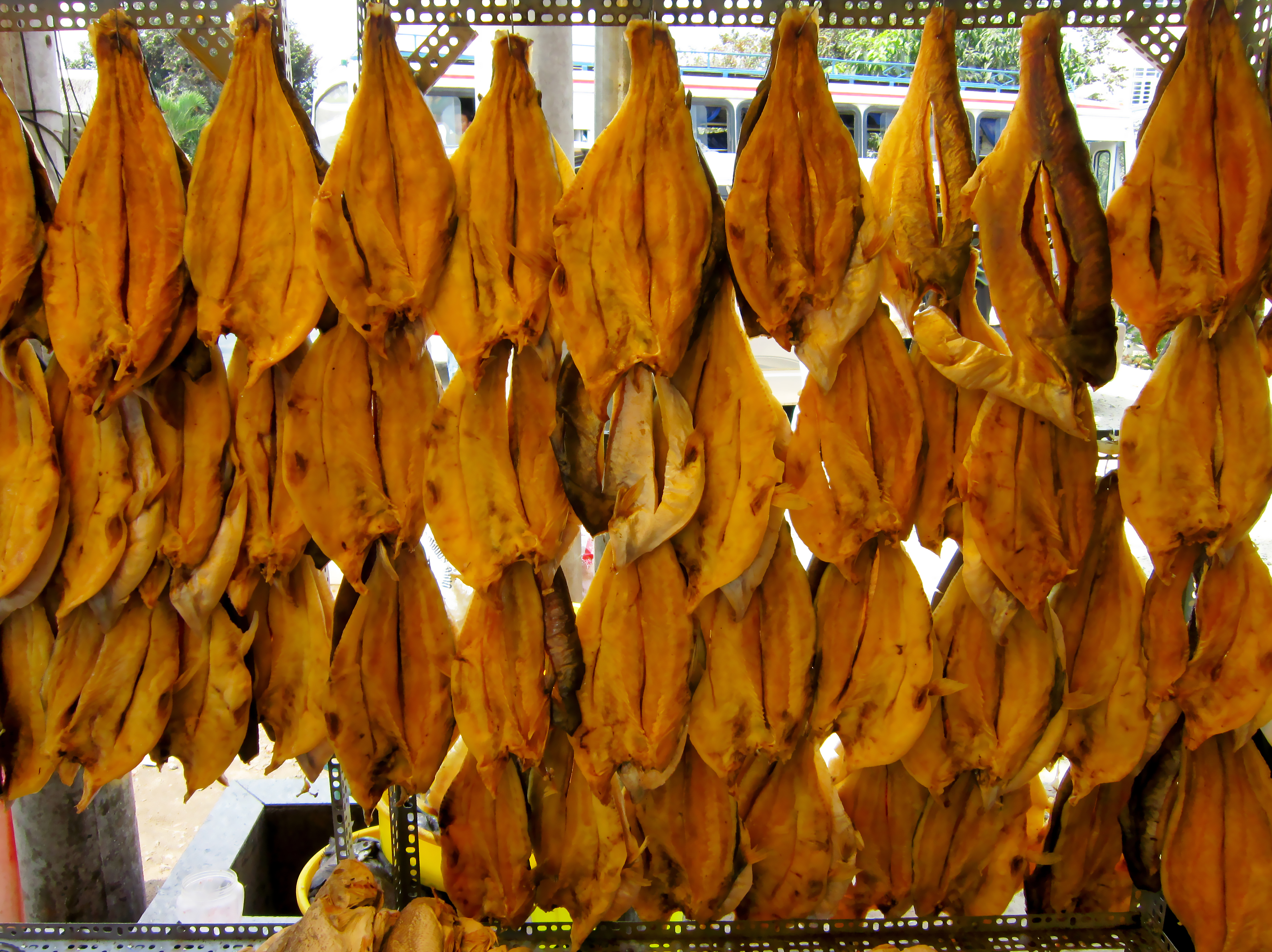
Cá tra làm khô ở miền Nam Việt Nam.